# Gignac-la-Nerthe
 Gignac-la-Nerthe  es una comuna y población de Francia, en la región de Provenza-Alpes-Costa Azul, departamento de Bocas del Ródano, en el distrito de Istres y cantón de Châteauneuf-Côte-Bleue.
Su población en el censo de 1999 era de 9.189 habitantes. Forma parte de la aglomeración urbana de Marsella-Aix-en-Provence.
Está integrada en la Communauté urbaine Marseille Provence Métropole.